# 五十嵐幸雄
五十嵐 幸雄（いがらし さちお、1931年10月22日 - ）は、日本の経営者。新潟日報社社長を務めた。

## 来歴・人物
新潟県出身。1954年に早稲田大学商学部を卒業し、同年に新潟日報社に入社した。1988年に取締役に就任し、1992年に常務、1994年に専務を経て、1995年1月には社長に就任。2003年1月に取締役相談役、2004年1月から相談役を務めた。新潟放送で取締役と監査役も務めた。
2005年11月に旭日中綬章を受章。